# 雅瑞安娜·葛林布雷
雅瑞安娜·葛林布雷（英語：Ariana Greenblatt，2007年8月27日—）是一名美國女演員。她在迪士尼頻道情景喜劇《左右為難》（2016年—2018年）中飾演黛芬妮·迪亞茲。葛林布雷還出演過電影《阿姐響叮噹》（2017年）、《復仇者聯盟3：無限之戰》（2018年）和《紐約高地》（2021年）。2023年，她聯合主演科幻電影《恐怖行星》，並在中飾演莎夏。

## 早年生活
葛林布雷於2007年8月27日出生於紐約市。她的父親和祖父母都是百老匯製片人。。她父親是猶太人，母親是波多黎各人。

## 職業生涯
2016年，葛林布雷在迪士尼頻道情景喜劇《左右為難》中飾演迪亞茲家最小的孩子黛芬妮，從此開始她的童星生涯。她的第一個電影角色是2017年《阿姐響叮噹》中的蘿莉。2018年，葛林布雷在《復仇者聯盟3：無限之戰》中飾演年幼的葛摩菈。隨後，她又出演了電影《紐約高地》、《八號出口的猩猩》和《愛與怪物》。
2020年，她在《狗狗史酷比！》中為年幼的葳瑪·丁克萊配音，在《寶貝老闆：家大業大》中為提姆的大女兒泰貝莎配音，並將在《寶貝老闆：返寶還童》中再次飾演該角色。2023年，葛林布雷在科幻驚悚片《恐怖行星》中飾演寇亞，並在中飾演莎夏。她將在2024年上映的《邊緣禁地》中飾演小蒂娜。

## 影視作品

### 電影
| 年份 | 標題                        | 角色                | 備註   |
| ---- | --------------------------- | ------------------- | ------ |
| 2017 | 《阿姐響叮噹》              | Lori                |        |
| 2018 | 《復仇者聯盟3：無限之戰》   | 年幼的葛摩菈        |        |
| 2020 | 《狗狗史酷比！》            | 年幼的葳瑪·丁克萊   | 配音   |
| 2020 | 《八號出口的猩猩》          | Julia               |        |
| 2020 | 《愛與怪物》                | Minnow              |        |
| 2021 | 《紐約高地》                | 年幼的妮娜·羅薩里奧 |        |
| 2021 | 《無眠夢魘》                | Matilda Adams       |        |
| 2021 | 《寶貝老闆：家大業大》      | 泰貝莎·天普頓       | 配音   |
| 2023 | 《恐怖行星》                | 寇拉                |        |
| 2023 | 《》                        | 莎夏                | [ 13 ] |
| 2024 | 《邊緣禁地》                | 小蒂娜              | [ 15 ] |
| TBA  | 《Fear Street: Prom Queen》 |                     |        |

### 電視
| 年份      | 標題                   | 角色                  | 備註                      |
| --------- | ---------------------- | --------------------- | ------------------------- |
| 2015      | 《》                   | Raina                 | 集數：「Joy-to-a-Rooney」 |
| 2016—2018 | 《左右為難》           | 黛芬妮·迪亞茲         | 主要角色                  |
| 2018      | 《與童共舞》           | 她自己                | 參賽者；三位亞軍之一      |
| 2022—2023 | 《寶貝老闆：返寶還童》 | 泰貝莎·天普頓         | 常設角色；配音            |
| 2023      | 《亞蘇卡》             | 少女時期的亞蘇卡·譚諾 | 集數：「第五集：影武者」  |

## 外部連結
- 雅瑞安娜·葛林布雷在互联网电影资料库（IMDb）上的資料（英文）